# سفينة إي 1

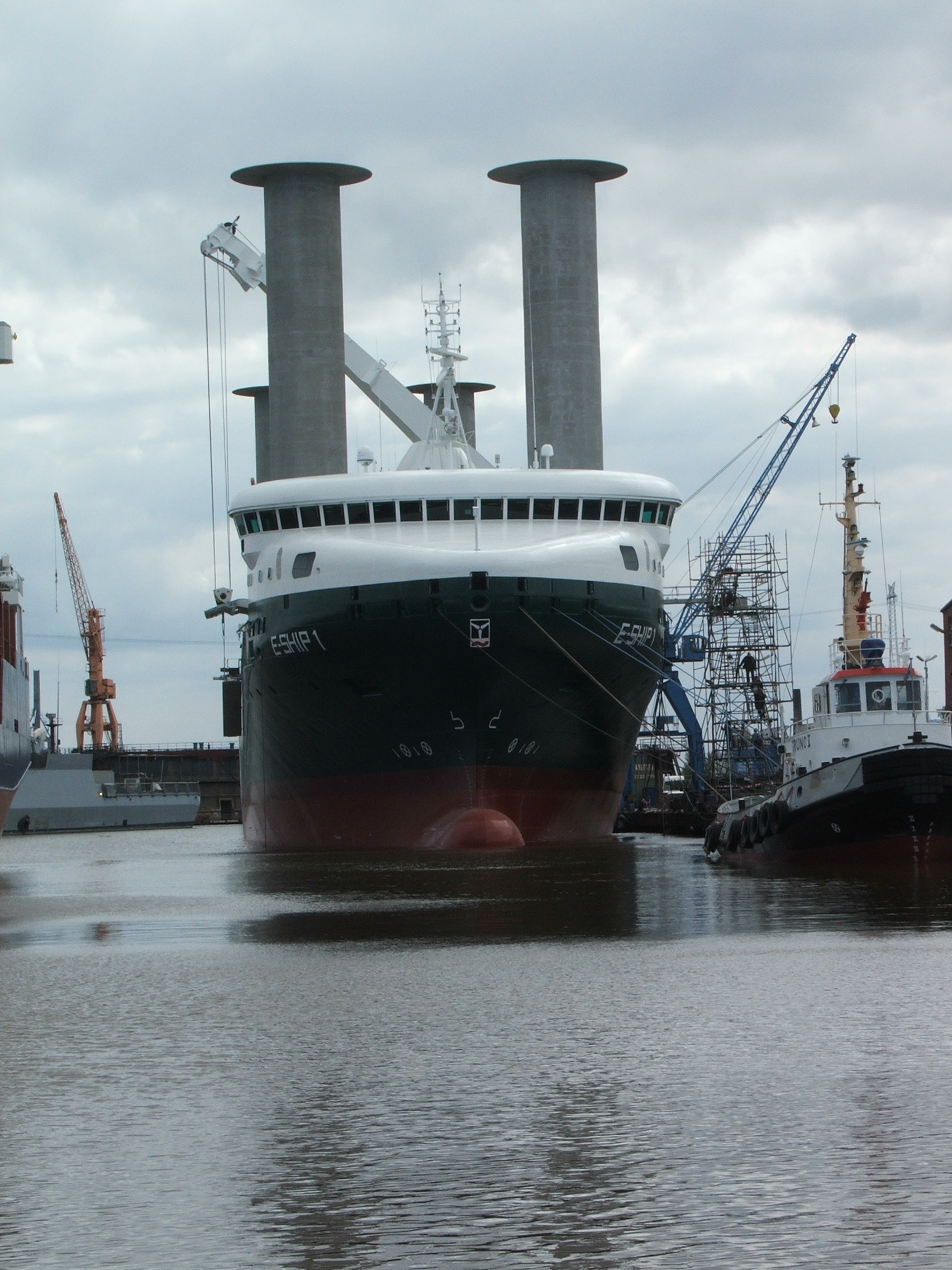
سفينة إي 1 في حوض بناء السفن Cassens Werft

سفينة إي 1 هي سفينة شحن من سفن الدحرجة قامت بأول رحلة لنقل البضائع في أغسطس 2010. السفينة مملوكة لثالث أكبر شركة مصنعة لتوربينات الرياح، إنركون الألمانية. يتم استخدامها لنقل مكونات توربينات الرياح. السفينة إي 1 هي سفينة دوارة: يتم تدوير أربعة دوارات كبيرة من على سطحها عبر وصلة ميكانيكية إلى مراوح السفينة. تساعد الأشرعة أو دوارات على دفع السفينة عن طريق تأثير ماغنوس - القوة العمودية التي تمارس على جسم دوار يتحرك عبر مجرى مائع.

## بناء
يقع جسر السفينة في القوس، ولديها ثلاثة طوابق ورافعات طويلة الذراع ذات الصلة بالميناء مع قدرات حمولة 80 و 120 طنًا. تحتوي السفينة على منحدر خلفي، ويمكن أن تعمل كسفينة شحن دحرجة. يبلغ طول السفينة 130 مترًا وعرضها 22.5 مترًا، ويبلغ حمولتها الإجمالية 12968 طنًا ووزن حمولتها 10000 طن.

## الدفع والآلات

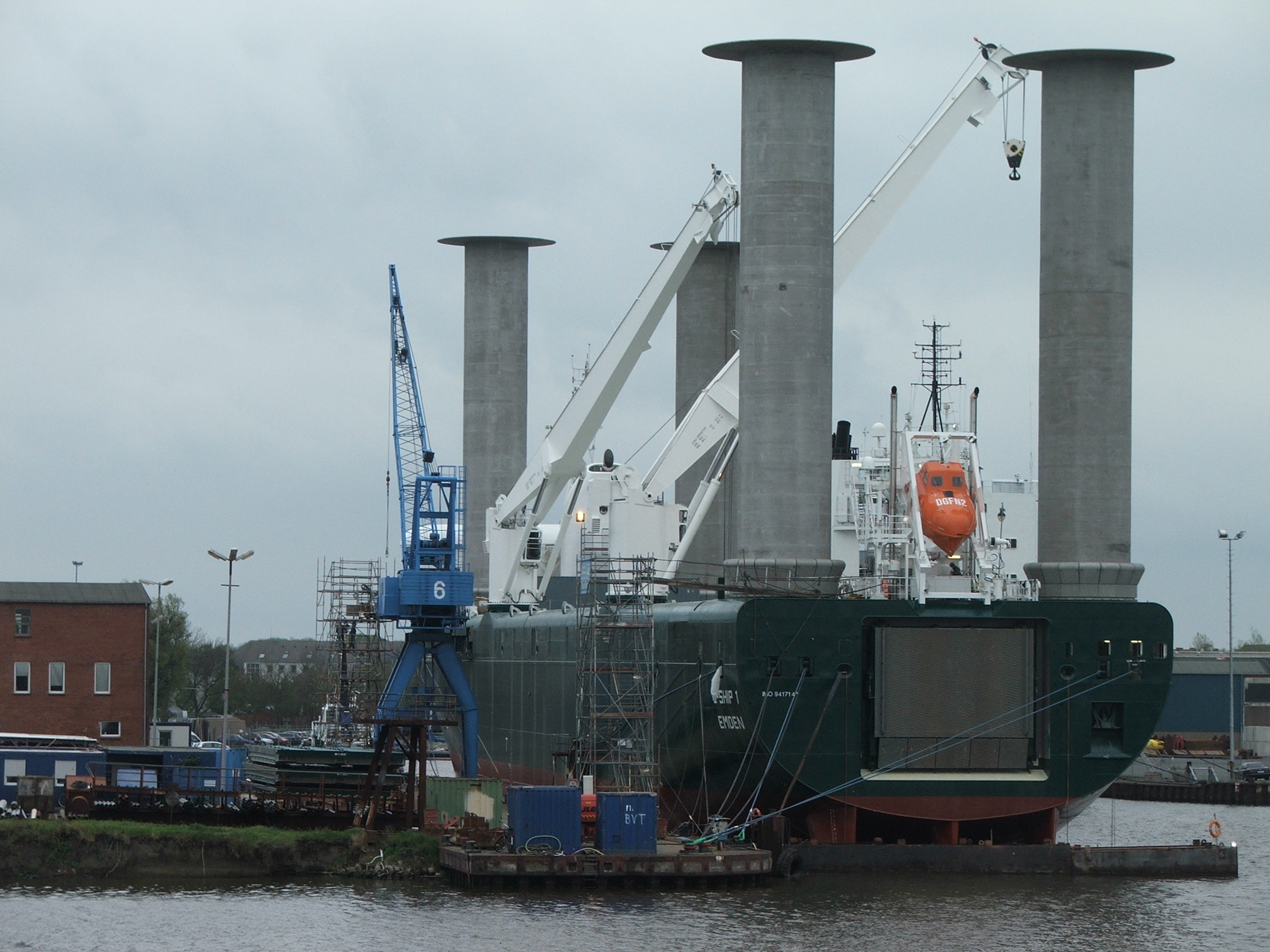
E-Ship 1 مع دوارات Flettner مثبتة

## معلومات الأداء المنشورة
تم نشر نتائج الأداء للسفينة بواسطة إنركون في 23 سبتمبر 2013. 